# Heinrich Adolf von Zastrow
Alexander Friedrich Adolf Heinrich von Zastrow (11 de agosto de 1801 - 12 de agosto de 1875) fue un general prusiano quien sirvió en las guerra austro-prusiana y en la guerra franco-prusiana.
Heinrich von Zastrow nació en 1801 en el seno de la antigua familia Zastrow de la nobleza, siendo hijo de Alexander Heinrich Gebhard von Zastrow (1768-1815) y de Mathilde von Blankenstein (1777-1868). Zastrow entró en la infantería prusiana como teniente segundo en 1819. En 1836 se convirtió en miembro del Estado Mayor prusiano. Desde 1839 hasta 1842 fue enviado a Turquía. Zastrow fue promovido a mayor en 1848 y sirvió en Schleswig. En 1850 se le dio el mando de un batallón en el 2.º Regimiento de Infantería. En 1852 Zastrow recibió el comandamiento de la guarnición en Stralsund. En 1856, a la edad de 55 años, contrajo matrimonio con la condesa Ottilie von Rantzau, quien era dieciséis años más joven que él. Promovido a coronel comandó el 28.º Regimiento de Infantería y más tarde la 19.ª brigada como mayor general. En 1863 recibió el mando de la 11.ª División de Infantería con el rango de teniente-general.
Durante la guerra austro-prusiana Heinrich von Zastrow comandó su división en la batalla de Königgrätz. Cuando estalló la guerra franco-prusiana en 1870 Zastrow recibió el mando del VII Cuerpo de Ejército (parte del Primer Ejército de Steinmetz), con el que se distinguió en Spicheren, Gravelotte y el sitio de Metz. Después de la caída de Metz Zastrow asedió Thionville, Montmédy y Mézières. En la última fase de la guerra el VII Cuerpo formaba parte del Ejército del Sur de Manteuffel. Una vez finalizada la guerra recibió una dotación de 100.000 táleros en reconocimiento a su servicio. Se retiró del ejército en 1872.